# Hermano Nicéforo María
Hermano Nicéforo María, eigentlich Antoine Rouaire Siauzade (* 29. Februar 1888 in Lavoûte-Chilhac (Département Haute-Loire), Frankreich; † 24. Februar 1980 in Fusagasugá, Kolumbien) war ein französisch-kolumbianischer Naturforscher und Geistlicher.

## Leben
Nach seiner religiösen Ausbildung in Luxemburg und Belgien (1905–1907) trat Nicéforo María der Ordensgemeinschaft der Maristen-Schulbrüder bei, ein religiöser Orden, der im Namen der Jungfrau Maria für die Missionars- und Bildungsarbeit gegründet wurde. Daher leitet sich auch sein Ordensname Bruder Nicéforo María ab.
1908 zog Nicéforo María nach Kolumbien, wo er zunächst am Colegio de Jan José in Medellín (Antioquia) unterrichtete und anschließend Mitarbeiter im Naturkundemuseum wurde. 1922 wurde er ans Instituto de La Salle in Bogotá verlegt, wo er den Rest seines Lebens verblieb. Schließlich wurde er Direktor des Naturkundemuseums des Instituto de La Salle. Er forschte in ganz Kolumbien und sammelte vor allem kleine Wirbeltiere für das Museum. Auch lange nach der Aufgabe seiner Expeditionen war er bis in die letzten Jahre seines Lebens als aktiver Kurator und Sammler tätig.
Nicéforo María zeigte ein großes Interesse an Wirbeltieren aller Art aber auch an Krustentieren und Spinnen. Sein Forschungsschwerpunkt waren jedoch die Amphibien und Reptilien, über die er 38 wissenschaftliche Arbeiten schrieb. Seine herpetologischen Papiere umfassten alle Gruppen von Reptilien, insbesondere Schlangen und Schildkröten. Sein Hauptwerk über Reptilien, Los Ofidios de Colombia, wurde 1942 veröffentlicht. Nicéforo María bot auch anderen Forschern seine Hilfe an, indem er ihnen Sammlungen mit kolumbianischem Material sandte oder ihre Feldarbeit in Kolumbien erleichterte. 1961 wurde ihm die Ehrendoktorwürde der Universidad Católica de La Salle geehrt.

## Dedikationsnamen
Nach Nicéforo María sind unter anderem der Santanderzaunkönig (Thryothorus nicefori), die ausgestorbene Nördliche Spitzschwanzente (Anas georgica niceforoi), die Fledermausart Micronycteris nicefori, die Niceforo-Paramomaus (Thomasomys nicefori), die Fischart Pangio mariarum, die Froschlurchgattung Niceforonia und zahlreiche Reptilien- und Amphibienarten, darunter Atractus nicefori, Gastrotheca nicefori, Atelopus nicefori, Leptotyphlops nicefori, Parvicaecilia nicefori, Anolis nicefori, Eleutherodactylus nicefori und Norops mariarum benannt.